# Paranthropus boisei
Paranthropus boisei hoặc Australopithecus boisei là một loài cổ thuộc tông Người, được mô tả như là lớn nhất của chi Paranthropus. Nó sống ở Đông Phi vào thế Pleistocene (khoảng 2,3 đến khoảng 1,2 triệu năm trước).